# Germano IV di Costantinopoli
Germano IV (in greco Γερμανός Δ'?; 1790 – Turchia, 16 settembre 1853) è stato un arcivescovo ortodosso greco, che servì due mandati come Patriarca ecumenico di Costantinopoli, dal 1842 al 1845 e dal 1852 fino alla sua morte nel 1853.
Dal 1826 al 1830 fu vescovo di Vidin, poi metropolita di Drama fino al 1835, quando fu nominato metropolita di Derkoi. Fu eletto al trono patriarcale per la prima volta nel 1842 e ricoprì l'incarico fino al 1845, quando gli successe Melezio III. Reinsediato sul trono nel 1852, lo occupò fino alla sua morte l'anno successivo.
Durante il suo patriarcato si prese cura in particolare dei poveri. Fondò molte chiese, scuole, biblioteche e orfanotrofi. Il suo nome è particolarmente associato all'istruzione del clero ortodosso, poiché fu il fondatore della scuola teologica di Halki nel monastero della Santissima Trinità. La scuola ha funzionato regolarmente fino al 1971, quando è stata chiusa per legge, e ha portato alla luce molti teologi, sacerdoti, vescovi e patriarchi noti.